# Chris Dangerfield
Chris Dangerfield (Coleshill, 9 agosto 1955) è un allenatore di calcio ed ex calciatore inglese, di ruolo attaccante e centrocampista.

## Carriera

### Calciatore
Formatosi con gli inglesi del Wolverhampton, nell'estate 1975 fa parte del nucleo dei giocatori del Wolves, formato da Peter Withe, Barry Powell, Don Gardner e Jimmy Kelly, che andarono a rinforzare la neonata franchigia NASL dei Portland Timbers, affidati al gallese Vic Crowe, che con il suo assistente Leo Crowther costruì una rosa prettamente britannica. La squadra nel massimo campionato nordamericano si impose nella Western Division e nei playoff raggiunse la finale, nella quale non fu impiegato, persa contro i T.B. Rowdies.
Restò in forza ai Timbers anche la stagione seguente, non riuscendo a superare la fase a gironi del torneo nordamericano.
Nel 1976-1977 tornò in Inghilterra per giocare nel Port Vale e nel Coventry City, non giocando però alcun incontro con i secondi, facendo poi ritorno in America per giocare nella North American Soccer League 1977 con il L.V. Quicksilvers di Eusébio, per poi passare nel corso della stagione al Team Hawaii, con cui non superò la fase a gironi.
Inizia la stagione 1978 in forza ai Tulsa Roughnecks, per poi passare ai California Surf, con cui raggiungerà gli ottavi di finale dei playoff per il titolo.
Dal 1979 al 1981 milita nei L.A. Aztecs, con cui raggiunse le semifinali playoff per il titolo nella stagione 1980, perse contro i futuri campioni del N.Y. Cosmos.
Dal 1982 al 1985 è in forza al S.J. Earthquakes, dal 1983 al 1984 Golben Bay Earthquakes, con cui raggiunge le semifinali playoff per il titolo nella stagione 1980, perse contro i canadesi del Toronto Blizzard.
Nel 1985, dopo il fallimento della NASL, gli Earthquakes passano nella Western Alliance Challenge Series, vincendo il torneo 1985, battendo in finale i canadesi del Victoria Riptides.
Tornò brevemente a giocare negli Earthquakes nel 1988. Nel maggio 2018 viene inserito nel famedio degli Earthquakes. Durante la sua militanza con gli Earthquakes si distinse come importante centrocampista, fu MVP per i suoi nella stagione 1985.
Contemporaneamente al calcio, si dedicò all'indoor soccer con varie franchigie, vincendo con i Tulsa Roughnecks il campionato NASL indoor 1978.

### Allenatore
Dal 1992 al 1996 ha guidato i San Jose Oaks, con cui vinse nel 1992 la U.S. Open Cup 1992, battendo in finale il B. Vasco da Gama. Ha collaborato poi con l'academy De Anza Force, formando giocatori del calibro di Nick Lima e Christian Dean.

## Palmarès

### Calcio

#### Calciatore
- Western Alliance Challenge Series: 1

San Jose Earthquakes: 1985

#### Allenatore
- U.S. Open Cup: 1

San Jose Oaks: 1992

### Indoor soccer
- North American Soccer League Indoor: 1

Tulsa Roughnecks: 1978